# فینال جام اتحادیه فوتبال انگلستان ۱۹۷۲
فینال جام اتحادیه فوتبال انگلستان ۱۹۷۲، رقابت پایانی جام اتحادیه فوتبال انگلستان در سال ۱۹۷۲ میلادی است که مابین دو تیم باشگاه فوتبال استوک سیتی و باشگاه فوتبال چلسی در ورزشگاه ومبلی لندن برگزار شده‌است.
این مسابقه که در تاریخ ۴ مارس ۱۹۷۲ انجام شده‌است با نتیجه ۲ بر ۱ به سود تیم باشگاه فوتبال استوک سیتی به پایان رسید.